# Patrik Vydra
Patrik Vydra, né le 20 juin 2003 en Tchéquie, est un footballeur tchèque qui évolue au poste de défenseur central à l'AC Sparta Prague.

## Biographie

### En club
Né en Tchéquie, Patrik Vydra est formé par le Český lev Union Beroun mais n'y joue aucun match en professionnel avant de rejoindre en 2015 le Sparta Prague, où il poursuit sa formation.
Le 3 mars 2022, Vydra prolonge son contrat au Sparta Prague. Il joue son premier match en professionnel le 20 avril 2022, lors d'une rencontre de championnat face au SK Sigma Olomouc. Il entre en jeu à la place de Filip Souček et son équipe s'incline par deux buts à zéro.
Vydra est sacré champion de Tchéquie avec le Sparta Prague, le club remportant le 37e titre de son histoire lors de cette saison 2022-23,.

### En sélection
Patrik Vydra représente l'équipe de Tchéquie des moins de 16 ans, jouant un total de deux matchs, tous en 2018.
Vydra joue son premier match avec l'équipe de Tchéquie espoirs le 13 juin 2022 contre Andorre. Il est titularisé et son équipe s'impose par sept buts à zéro.

## Palmarès
Sparta Prague
- Championnat de Tchéquie (1) :
  - Champion : 2022-23.